# Ingenheim (Adelsgeschlecht)

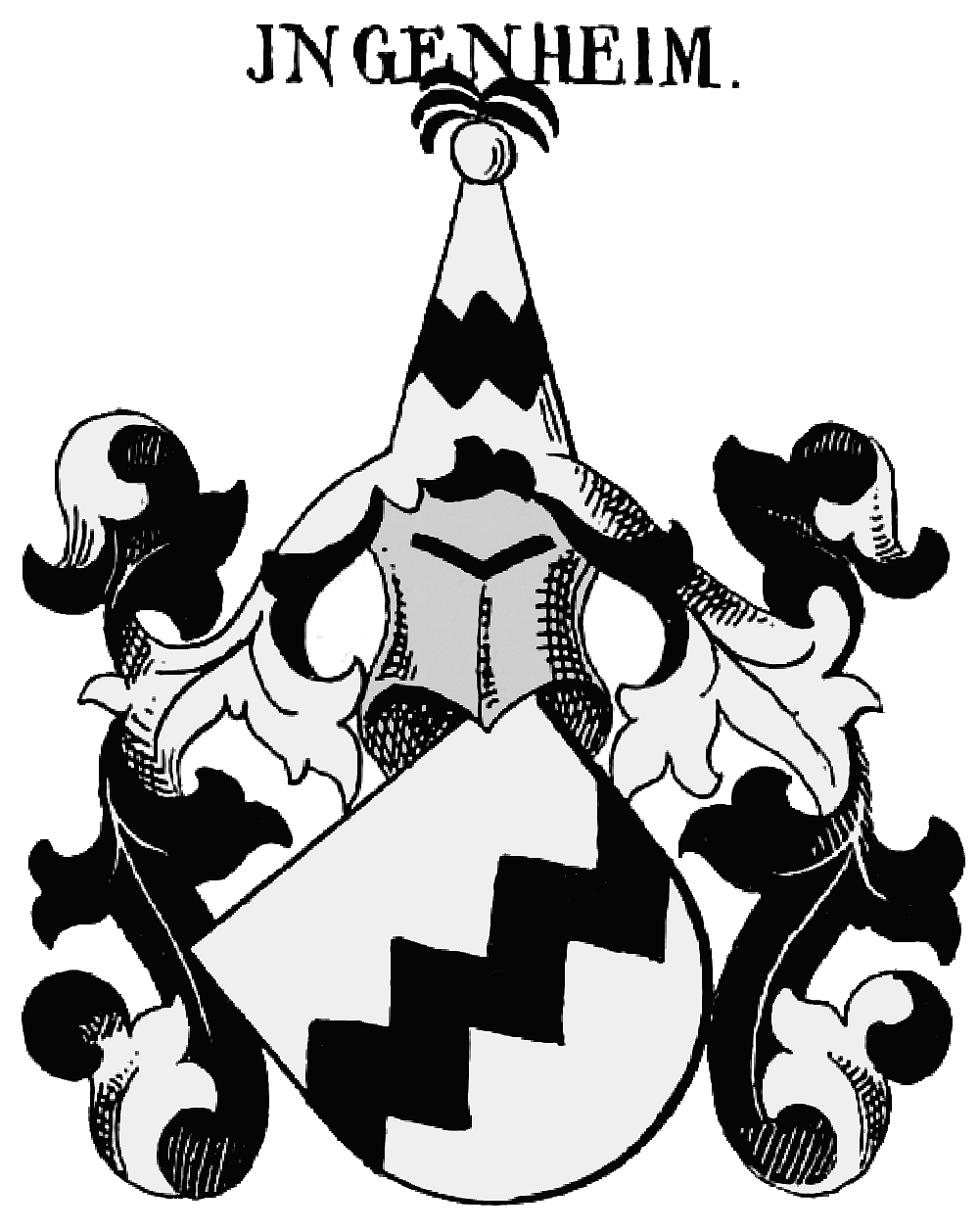
Wappen derer von Ingenheim

Die Familie von Ingenheim war ein altes, edelfreies, elsässisch-lothringisches Adelsgeschlecht. Im 18. Jahrhundert bildete sich eine bayerische Linie, die unter Kurfürst Karl Albrecht rasch Karriere in Verwaltung und Militär machte.

## Familiengeschichte
Die Familie von Ingenheim lässt sich mit einem Götz von Ingenheim bis ins Jahr 1377 zurückverfolgen. Im ausgehenden Mittelalter bildete sich eine in Metz ansässige Nebenlinie. Aus dieser entstammte Daniel von Ingenheim, der als Hugenotte aus Frankreich floh und in die Dienste des paragierten Landgrafen Karl von Hessen-Wanfried trat und in den Reichsfreiherrenstand erhoben wurde. Er heiratete 1703, für die Braut nicht standesgemäß, die Tochter des Landgrafen, Maria Anna Johanna (1685–1764). 1704 zog das Paar nach Erfurt. Die drei Kinder des Paares, Maria Carolina Charlotta, Carl Wilhelm und Franz August, traten als Kammerfräulein und Pagen in bayerische Dienste. Charlotta wurde zudem zur wichtigsten Mätresse des zukünftigen Kurfürsten Karl Albrecht. Ein gemeinsamer, illegitimer Sohn begründete das Adelsgeschlecht von Holnstein. Den aus ihrem Verhältnis resultierenden Einfluss nutzte sie, um die Militär- und Hofkarrieren ihrer Brüder intensiv zu fördern. Bereits zwei Generationen später, im Jahr 1807, starb die Familie im Mannesstamm aus.

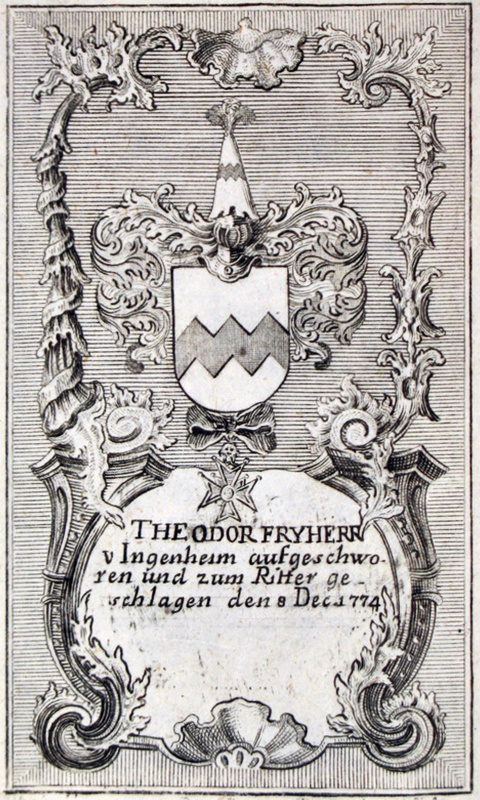
Wappen Theodor Josephs von Ingenheim als Ritter vom Heiligen Michael

## Wappen
Das Stammwappen zeigt in Silber einen gezackten schwarzen Balken. Auf dem Helm mit schwarz-silbernen Decken ein ebenso bezeichneter silberner Hut ohne Krempe mit einer silbernen Kugel, die mit drei (fünf) silbernen (schwarzen) Federn besteckt ist.

## Stammtafel der bayerischen Linie

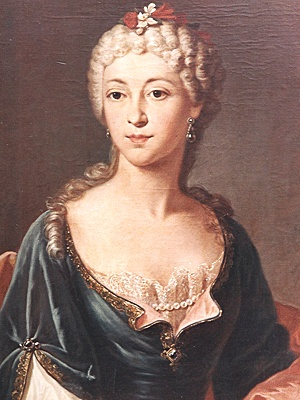
Maria Caroline von Ingenheim (1704–1749)

- Daniel Freiherr von Ingenheim (1666–1723)[5], Stallmeister des Landgrafen Carl von Hessen-Wanfried, heiratete 1703 Prinzessin Maria Anna Johanna von Hessen-Wanfried
  - Maria Caroline Charlotte Freiin von Ingenheim (1704–1749): Mätresse Karl Albrechts von Bayern (gemeinsamer Sohn Franz Ludwig von Holnstein), heiratete 1723 den kurfürstlichen Kämmerer und Oberstküchenmeister Graf Hieronymus von Spreti[6]
  - Karl Wilhelm Freiherr von Ingenheim (1706–1761), seit 1717 Page am Münchner Hof, 1726 Ernennung zum kurfürstlichen Kämmerer, ab 1731 Pfleger von Wildshut und Vizeobristjägermeister, seit 1737 Regierungsrat im Rentamt Burghausen, 1745 Sondergesandter beim Kurfürsten von Köln, Generalmajor der Kavallerie und Leutnant der Leibgarde, heiratete 1729 die Hofdame Johanna von Hegnenberg-Dux
    - Theodor Joseph Freiherr von Ingenheim (1733–1807), Regierungsrat im Rentamt Burghausen, 1761–1779 Forstmeister zu Burghausen, 1789–1790 Forstmeister zu Griesbach, verheiratet mit Maria Anna Gräfin von Closen
      - Maria Anna Freiin von Ingenheim (1763–184?), heiratete 1787 Meinrad Freiherr von Ow (1757–1813)

    - Franz Xaver Freiherr von Ingenheim (173?–????), Generalmajor des 4. Cheveauxleger Regiments, verheiratet mit Maria Theresia Gräfin von Überacker
      - Anna Freiin von Ingenheim (17??–????), heiratete 1784 Joseph Maria von Weichs

    - Creszentia Freiin von Ingenheim, trat in das Ridlerkloster der Terziarinnen der Bayerischen Franziskaner-Reformaten in München ein
    - Ludwig Benno Freiherr von Ingenheim (1737–????), trat 1760 in den Deutschen Orden ein

  - Franz August Freiherr von Ingenheim (1716–1764), Obrist des Regiments Thurn und Taxis, heiratete Maria Philippa Gräfin von Seinsheim[7]